# Polyporus caecus
Polyporus caecus is een soort in de taxonomische indeling van de platwormen (Platyhelminthes). De worm is tweeslachtig en kan zowel mannelijke als vrouwelijke geslachtscellen produceren. De soort leeft in zeer vochtige omstandigheden. 
De platworm komt uit het geslacht Polyporus. Polyporus caecus werd in 1897 beschreven door Plehn.